# Korkeisto
Korkeisto är en ö i Finland. Den ligger i sjön Eväjärvi och i kommunen Jämsä i landskapet Mellersta Finland, i den södra delen av landet, 180 km norr om huvudstaden Helsingfors. Öns area är 0,1 hektar och dess största längd är 80 meter i nord-sydlig riktning.